# 365 يوم (فلم)
365 يوماً (بالبولندية: 365 Dni) هو فيلم إغراء درامي رومانسي بولندي 2020 من إخراج باربرا بياوف وتوماس مانديز. ويستند إلى الرواية الأولى لثلاثية كتبها بلانكا ليبيسكا. تتبع القصة امرأة في وارسو في علاقة حب غير متبادلة، وتقع أسيرة لرجل صقلي مهيمن، يسجنها ويمنحها 365 يومًا لتقع في حبه. الفيلم من بطولة ميشيل موروني بدور «دون» وماسيمو توريسيلي بدور «آنا» وماريا سيكلوكا بدور «لورا بيال»، تم إصدار الفيلم بطريقة مسرحية في بولندا في 7 فبراير 2020، وتم عرضه لاحقًا على نتفليكس، واكتسب اهتمامًا عالميًا منذ عرضه.

## الإنتاج
تم تصوير مشاهد الفيلم في المقام الأول في بولندا (وارسو، وكراكوف ونييبوميس) وفي إيطاليا (سانريمو)

## الإنطلاق
تم إصدار 365 يومًا في بولندا في 7 فبراير 2020، محققًا 9 ملايين دولار. في المملكة المتحدة، حصل الفيلم على إصدار مسرحي محدود في 14 فبراير 2020, وحقق 494.181 دولارًا، قبل العرض الأول على نتفليكس في يونيو 2020.

## الجزء الثاني
تم تأجيل إنتاج الجزء الثاني بسبب جائحة فيروس كورونا

## روابط خارجية
- مقالات تستعمل روابط فنية بلا صلة مع ويكي بيانات